# Virginia Christine
Virginia Christine est une actrice américaine, de son nom complet Virginia Christine Kraft, née le 5 mars 1920 à Stanton (Iowa), morte le 24 juillet 1996 à Brentwood (Californie).

## Biographie

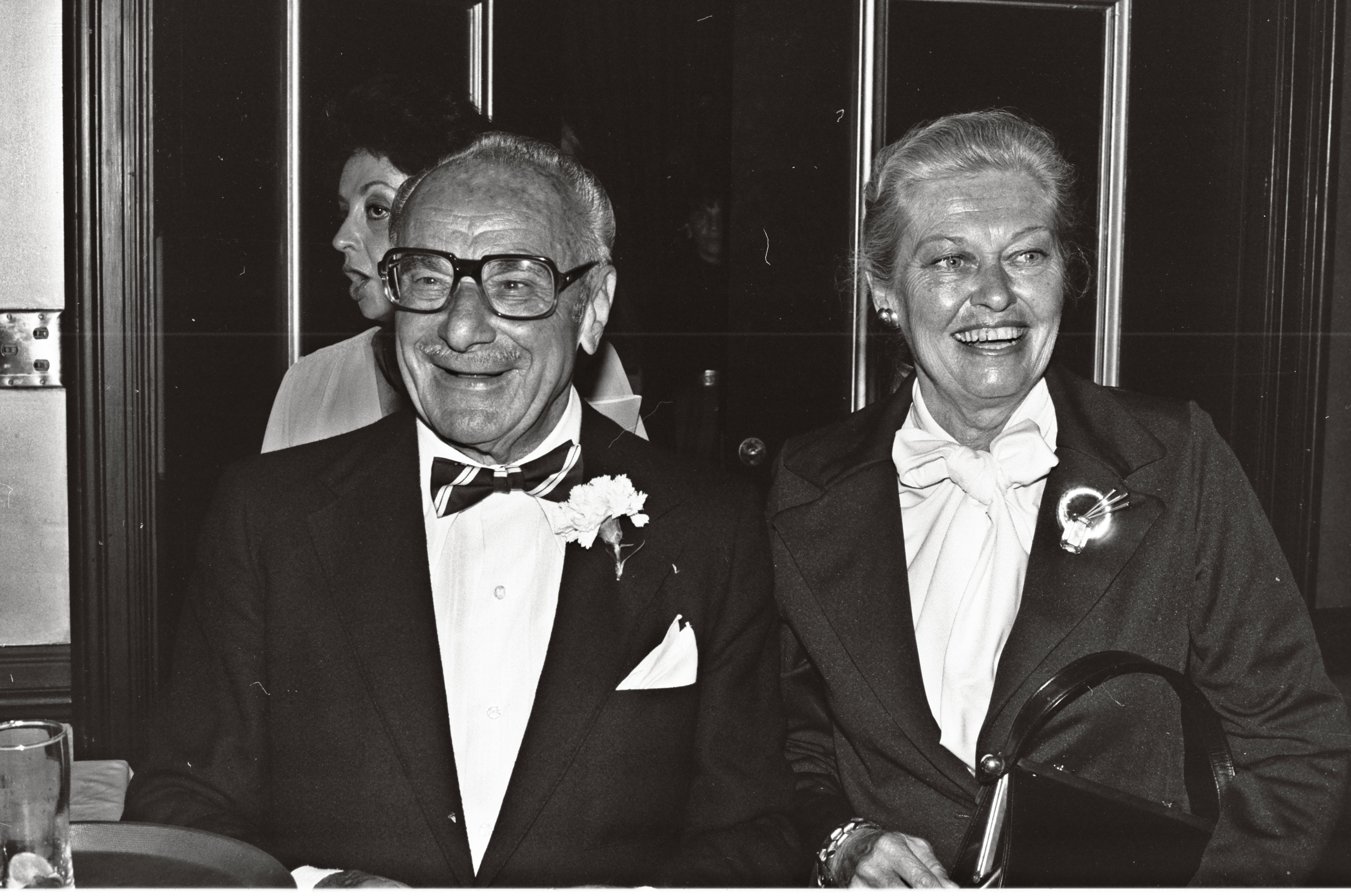
Avec son mari Fritz Feld, en 1979

Au cinéma, Virginia Christine débute dans cinq films sortis en 1943 (dont L'Ange des ténèbres de Lewis Milestone). En tout, elle contribue à cinquante-cinq films américains, notamment dans les genres du film d'horreur (ex. : La Malédiction de la Momie de Leslie Goodwins en 1944) et du western (dont un petit rôle non crédité dans Le train sifflera trois fois de Fred Zinnemann en 1952). Son dernier film est le drame Hail, Hero! de David Miller, sorti en 1969 (avec Michael Douglas).
Fait particulier, elle apparaît dans le film noir Les Tueurs de Robert Siodmak (1946, avec Burt Lancaster, Ava Gardner et Edmond O'Brien), puis dans son remake de 1964, À bout portant de Don Siegel (avec Lee Marvin, Angie Dickinson et John Cassavetes). Elle est également connue pour sa participation à trois films de Stanley Kramer, dont Devine qui vient dîner... (1967, avec Spencer Tracy, Katharine Hepburn, Sidney Poitier et Katharine Houghton).
Virginia Christine est surtout active à la télévision, collaborant à quatre-vingt-quinze séries (dont plusieurs également dans le genre du western, comme Bonanza et La Grande Caravane) entre 1951 et 1976. 
 Elle joue aussi dans trois téléfilms, diffusés respectivement en 1969, 1970 et 1976 (le troisième est un remake du film La Femme de l'année de 1942).
Sa dernière prestation physique au petit écran est dans un épisode de la série policière Kojak. Son ultime prestation est pour la série d'animation Scooby-Doo et Scrappy-Doo pour laquelle elle prête sa voix pour divers personnage secondaire en 1979). 
En 1940, elle épouse l'acteur germano-américain Fritz Feld (1900-1993). Elle tourne à ses côtés dans le western Quatre du Texas de Robert Aldrich (1963, avec Frank Sinatra et Dean Martin).

## Filmographie partielle

### Au cinéma

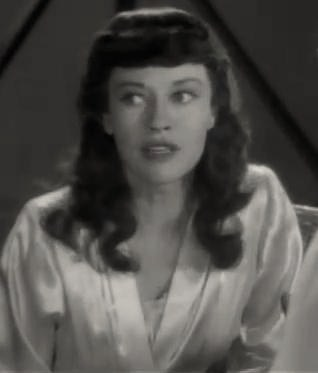
Dans La Malédiction de la Momie (1944)

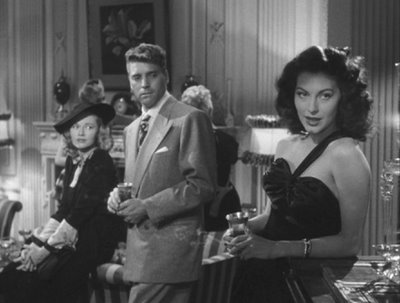
De g. à d. : Virginia Christine, Burt Lancaster et Ava Gardner, dans Les Tueurs (1946)

- 1943 : Truck Busters de B. Reeves Eason
- 1943 : L'Ange des ténèbres (Edge of Darkness) de Lewis Milestone
- 1943 : Mission à Moscou (Mission to Moscow) de Michael Curtiz
- 1943 : Convoi vers la Russie (Action in the North Atlantic) de Lloyd Bacon (scènes coupées au montage)
- 1944 : Les Pillards de la ville fantôme (en) (Raiders of Ghost City) de Lewis D. Collins et Ray Taylor
- 1944 : La Malédiction de la Momie (The Mummy's Curse) de Leslie Goodwins
- 1945 : Counter-Attack (en) de Zoltan Korda
- 1945 : Phantom of the Plains de Lesley Selander
- 1945 : Girls of the Big House de George Archainbaud
- 1946 : Les Tueurs (The Killers) de Robert Siodmak
- 1946 : House of Horrors de Jean Yarbrough
- 1946 : Murder Is My Business de Sam Newfield
- 1947 : Un gangster pas comme les autres (The Gangster) de Gordon Wiles
- 1948 : Night Wind de James Tinling
- 1948 : Femmes dans la nuit (Women in the Night) de William Rowland
- 1949 : L'Indésirable Monsieur Donovan (Cover Up) d'Alfred E. Green
- 1950 : Cyrano de Bergerac de Michael Gordon
- 1952 : Le train sifflera trois fois (High Noon) de Fred Zinnemann
- 1953 : La Femme qui faillit être lynchée (Woman they almost lynched) d'Allan Dwan
- 1954 : La police est sur les dents (en) (Dragnet) de Jack Webb
- 1955 : Pour que vivent les hommes (Not as a Stranger) de Stanley Kramer
- 1955 : La Toile d'araignée (The Cobweb) de Vincente Minnelli
- 1955 : Bonjour Miss Dove (Good Morning, Miss Dove) d'Henry Koster
- 1956 : L'Invasion des profanateurs de sépultures (Invasion of the Body Snatchers) de Don Siegel
- 1956 : Le tueur s'est évadé (The Killer is Loose) de Budd Boetticher
- 1956 : Nightmare, de Maxwell Shane
- 1956 : Je ne suis pas un espion (Three Brave Men) de Philip Dunne
- 1957 : L'Odyssée de Charles Lindbergh (The Spirit of St. Louis) de Billy Wilder
- 1957 : The Careless Years d'Arthur Hiller
- 1957 : Johnny Tremain de Robert Stevenson
- 1960 : Les Rôdeurs de la plaine (Flaming Star) de Don Siegel
- 1961 : Jugement à Nuremberg (Judgment at Nuremberg) de Stanley Kramer
- 1962 : Incident in an Alley (en) d'Edward L. Cahn
- 1963 : Quatre du Texas (Four for Texas) de Robert Aldrich
- 1963 : Les Ranchers du Wyoming (Cattle King) de Tay Garnett
- 1963 : Pas de lauriers pour les tueurs (The Prize) de Mark Robson
- 1964 : À bout portant (The Killers) de Don Siegel
- 1964 : One's Man Way de Denis Sanders
- 1965 : À corps perdu (A Rage to live) de Walter Grauman
- 1966 : Billy the Kid contre Dracula (Billy the Kid vs. Dracula) de William Beaudine
- 1967 : Devine qui vient dîner... (Guess who's coming to dinner) de Stanley Kramer
- 1968 : En pays ennemi (In Enemy Country) de Harry Keller
- 1969 : Hail, Hero! de David Miller

### À la télévision

#### Séries
- 1952-1954 : Première série Badge 714 ou Coup de filet (Dragnet)
  - Saison 2, épisode 7 The Big .22 Riffle for Christmas (1952) de Jack Webb, épisode 8 The Big Cop (1953) et épisode 29 The Big Four (1953)
  - Saison 4, épisode 3 The Big Crime (1954) de Jack Webb
- 1955 : Alfred Hitchcock présente (Alfred Hitchcock presents)
  - Saison 1, épisode 6 Salvage de Jus Addiss et épisode 9 The Long Shot de Robert Stevenson
- 1957-1965 : Gunsmoke ou Police des plaines (Gunsmoke ou Marshal Dillon)
  - Saison 3, épisode 11 Fingered (1957) ; Saison 10, épisode 26 Bank Baby (1965) d'Andrew V. McLaglen
- 1958 : Mike Hammer
  - Saison 1, épisode 18 For Sale Deathbed, Used
- 1958 : Monsieur et Madame détective (The Thin Man)
  - Saison 1, épisode 36 The Valley Forger d'Oscar Rudolph
- 1958 : Peter Gunn
  - Saison 1, épisode 3 The Vicious Dog
- 1959 : Au nom de la loi (Wanted : Dead or Alive)
  - Saison 1, épisode 18 Justice sommaire (Rope Law)
  - Saison 2, épisode 3 Le Prétendant (The Matchmaker) de Frank McDonald
- 1959 : La Quatrième Dimension (The Twilight Zone)
  - saison 1, épisode 6 : Immortel, moi jamais ! (Escape Clause) de Mitchell Leisen
- 1959-1961 : L'Homme à la carabine (The Rifleman)
  - Saison 2, épisode 9 The Spiked Rifle (1959) de John English
  - Saison 4, épisode 9 The Long Goodbye (1961)
- 1960-1961 : Rawhide
  - Saison 2, épisode 27 Incident of the 100 Amulets (1960) de Stuart Heisler
  - Saison 3, épisode 28 Incident of the Blackstorms (1961) de R. G. Springsteen
- 1960-1963 : Première série Les Incorruptibles (The Untouchables)
  - Saison 1, épisode 27 Mon froussard favori (Heat of Fire : Feet of Clay, 1960) de Walter Grauman
  - Saison 4, épisode 23 Le Trouble-fête (The Spoiler, 1963) de László Benedek
- 1961 : Maverick
  - Saison 4, épisode 22 Last Stop : Oblivion
- 1961 : Monsieur Ed, le cheval qui parle (Mister Ed)
  - Saison 1, épisode 17 Little Boy d'Arthur Lubin
- 1961-1963 : Première série Perry Mason
  - Saison 4, épisode 15 The Case of the Fickle Fortune (1961) de László Benedek
  - Saison 6, épisode 4 The Case of the Double-Entry Mind (1962)
  - Saison 7, épisode 10 The Case of the Devious Delinquent (1963)
- 1961-1965 : La Grande Caravane (Wagon Train)
  - Saison 4, épisode 19 The Prairie Story (1961) de Mitchell Leisen et épisode 31 The Will Santee Story (1961) de Ted Post
  - Saison 6, épisode 4 The Martin Gatsby Story (1962) et épisode 30 The Blane Wessels Story (1963)
  - Saison 8, épisode 23 The Katy Piper Story (1965) de Joseph Pevney
- 1962 : Le Gant de velours (The New Breed)
  - Saison unique, épisode 30 Hail, Hail, the Gang's all Here de Walter Grauman
- 1963-1964 : Bonanza
  - Saison 4, épisode 16 Song in the Dark (1963) de Don McDougall
  - Saison 6, épisode 14 The Saga of Squaw Charlie (1964) de William Witney
- 1963-1967 : Le Virginien (The Virginian)
  - Saison 2, épisode 2 To make this Place remember (1963)
  - Saison 3, épisode 12 A Gallows for Sam Horn (1964) de Don McDougall
  - Saison 4, épisode 5 The Awakening (1965)
  - Saison 6, épisode 14 A Small Taste of Justice (1965) de Don McDougall
- 1964 : Adèle (Hazel)
  - Saison 4, épisode 2 Luncheon with the Governor de William D. Russell
- 1964-1965 : Le Fugitif (The Fugitive)
  - Saison 1, épisode 17 Venez me voir mourir (Come watch Me die, 1964) de László Benedek
  - Saison 2, épisode 22 Moon Child (1965)
- 1965 : La Grande Vallée (The Big Valley)
  - Saison 1, épisode 4 The Young Marauders de Paul Wendkos
- 1966 : Laredo
  - Saison 1, épisode 28 Sound of Terror de William Witney
- 1966-1968 : Sur la piste du crime (The F.B.I.)
  - Saison 1, épisode 20 Quantico (1966) de Christian Nyby
  - Saison 2, épisode 16 Passage into Fear (1967) de Christian Nyby
  - Saison 4, épisode 13 The Hero (1968)
- 1967 : Brigade criminelle (Felony Squad)
  - Saison 1, épisode 18 The Deadly Partner de Lawrence Dobkin
- 1967 : Les Envahisseurs (The Invaders)
  - Saison 2, épisode 12 Labyrinthe (Labyrinth)
- 1968-1970 : Daniel Boone
  - Saison 4, épisode 25 Thirty Pieces of Silver (1968) de Nathan Juran
  - Saison 6, épisode 22 Noblesse Oblige (1970) de Nathan Juran
- 1974 : L'Homme de fer (Ironside)
  - Saison 8, épisode 1 Raise the Devil, Part I de Russ Mayberry
- 1976 : Kojak
  - Saison 4, épisode 8 By Silence betrayed
- 1979 : Scooby-Doo et Scrappy-Doo
  - Saison 1, divers épisodes

#### Téléfilms
- 1969 : Daughter of the Mind de Walter Grauman
- 1970 : The Old Man who cried Wolf de Walter Grauman
- 1976 : La Femme de l'année (Woman of the Year) de Jud Taylor